# États-Unis aux Jeux olympiques d'hiver de 2010
Cet article contient des informations sur la participation et les résultats des États-Unis aux Jeux olympiques d'hiver de 2010 à Vancouver au Canada.

## Cérémonies d'ouverture et de clôture

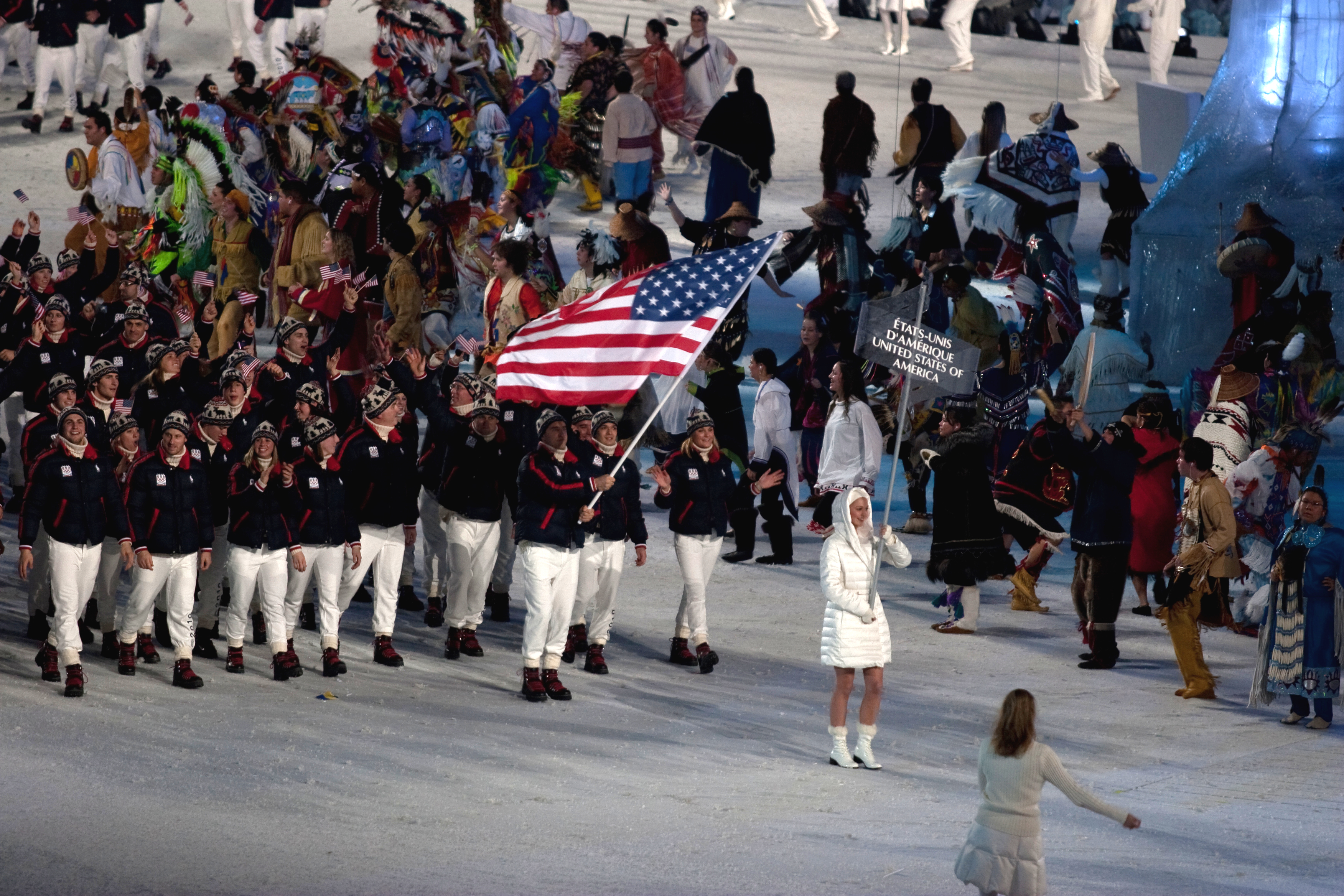
Entrée de la délégation américaine lors de la cérémonie d'ouverture.

Comme cela est de coutume, la Grèce, berceau des Jeux olympiques, ouvre le défilé des nations, tandis que le Canada, en tant que pays organisateur, ferme la marche. Les autres pays défilent par ordre alphabétique. Les États-Unis sont la 80e des 82 délégations à entrer dans le BC Place Stadium de Vancouver au cours du défilé des nations durant la cérémonie d'ouverture, après l'Ukraine et avant l'Ouzbékistan. Cette cérémonie est dédiée au lugeur géorgien Nodar Kumaritashvili, mort la veille après une sortie de piste durant un entraînement. Le porte-drapeau du pays est le lugeur Mark Grimmette.
Lors de la cérémonie de clôture qui se déroule également au BC Place Stadium, les porte-drapeaux des différentes délégations entrent ensemble dans le stade olympique et forment un cercle autour du chaudron abritant la flamme olympique. Le drapeau américain est alors porté par Bill Demong, spécialiste du combiné nordique.

## Médailles
- Liste des vainqueurs d'une médaille (par ordre chronologique), les États-Unis ont gagné 37 médailles (confirmé le 26 février 2010).

### Or
| Sport               | Discipline                   | Sportifs                                                   | Performance        |
| Médailles d'or : 9  | Médailles d'or : 9           | Médailles d'or : 9                                         | Médailles d'or : 9 |
| ------------------- | ---------------------------- | ---------------------------------------------------------- | ------------------ |
| Ski acrobatique     | Bosses dames                 | Hannah Kearney                                             | 26,63 points       |
| Snowboard           | Cross hommes                 | Seth Wescott                                               | 1er position       |
| Ski alpin           | Descente femmes              | Lindsey Vonn                                               | 1 min 44 s 19      |
| Patinage de vitesse | 1000 mètres hommes           | Shani Davis                                                | 1 min 08 s 94      |
| Snowboard           | Halfpipe hommes              | Shaun White                                                | 48,4 points        |
| Patinage artistique | Individuel hommes            | Evan Lysacek                                               | 257,67 points      |
| Ski alpin           | Super-combiné hommes         | Bode Miller                                                | 2 min 44 s 92      |
| Combiné nordique    | Individuel au grand tremplin | Bill Demong                                                | 25 min 32 s 9      |
| Bobsleigh           | Bobsleigh à quatre           | Steven Holcomb Steve Mesler Curtis Tomasevicz Justin Olsen | 3 min 24 s 46      |

### Argent
| Sport                                | Discipline                    | Sportifs | Performance             |
| Médailles d'argent : 15              | Médailles d'argent : 15       | Médailles d'argent : 15 | Médailles d'argent : 15 |
| ------------------------------------ | ----------------------------- | --- | ----------------------- |
| Patinage de vitesse                  | 1500 m hommes                 | Apolo Anton Ohno | 2 min 11 s 072          |
| Combiné nordique                     | Petit tremplin - 10 km (M)    | Johnny Spillane | 25 min 03 s 5           |
| Ski alpin                            | Descente femmes               | Julia Mancuso | 1 min 44 s 75           |
| Ski alpin                            | Super-combiné femmes          | Julia Mancuso | 2 min 10 s 08           |
| Snowboard                            | Halfpipe femmes               | Hannah Teter | 42,4 points             |
| Ski alpin                            | Super-G hommes                | Bode Miller | 1 min 30 s 62           |
| Patinage de vitesse                  | 1500 m hommes                 | Shani Davis | 1 min 46 s 10           |
| Patinage artistique                  | Danse sur glace               | Meryl Davis Charlie White | 215,74 points           |
| Combiné nordique                     | Par équipe - Gundersen 4x5 km | Brett Camerota Todd Lodwick Johnny Spillane Bill Demong | 49 min 36 s 8           |
| Combiné nordique                     | Individuel au grand tremplin  | Johnny Spillane | 25 min 36 s 9           |
| Hockey sur glace                     | Compétition féminine          | Brianne McLaughlin Molly Schaus Jessie Vetter Kacey Bellamy Caitlin Cahow Lisa Chesson Molly Engstrom Angela Ruggiero Kerry Weiland Julie Chu Natalie Darwitz Meghan Duggan Hilary Knight Jocelyne Lamoureux Monique Lamoureux Erika Lawler Gigi Marvin Jenny Potter Kelli Stack Karen Thatcher Jinelle Zaugg-Siergiej | 2e place                |
| Ski acrobatique                      | Sauts hommes                  | Jeret Peterson | 247,21 points           |
| Patinage de vitesse sur piste courte | 1000 m hommes                 | Katherine Reutter | 1 min 29 s 324          |
| Patinage de vitesse                  | Poursuite par équipes hommes  | Brian Hansen Chad Hedrick Jonathan Kuck Trevor Marsicano | 3 min 41 s 58           |
| Hockey sur glace                     | Compétition masculine         | Ryan Miller Jonathan Quick Tim Thomas Tim Gleason Erik Johnson Jack Johnson Brooks Orpik Brian Rafalski Ryan Suter Ryan Whitney David Backes Dustin Brown Ryan Callahan Chris Drury Patrick Kane Ryan Kesler Phil Kessel Jamie Langenbrunner Ryan Malone Zach Parisé Joe Pavelski Bobby Ryan Paul Stastny              | 2e place                |

### Bronze
| Sport                                | Discipline               | Sportifs                                                  | Performance              |
| Médailles de bronze : 13             | Médailles de bronze : 13 | Médailles de bronze : 13                                  | Médailles de bronze : 13 |
| ------------------------------------ | ------------------------ | --------------------------------------------------------- | ------------------------ |
| Ski acrobatique                      | Bosses dames             | Shannon Bahrke                                            | 25,43 points             |
| Patinage de vitesse                  | 1500 m hommes            | J.R. Celski                                               | 2 min 12 s 460           |
| Ski acrobatique                      | Bosses hommes            | Bryon Wilson                                              | 26,08 points             |
| Ski alpin                            | Descente hommes          | Bode Miller                                               | 1 min 54 s 40            |
| Patinage de vitesse                  | 1000 mètres hommes       | Chad Hedrick                                              | 1 min 09 s 32            |
| Snowboard                            | Halfpipe hommes          | Scott Lago                                                | 42,8 points              |
| Snowboard                            | Halfpipe femmes          | Kelly Clark                                               | 42,2 points              |
| Ski alpin                            | Super-G hommes           | Andrew Weibrecht                                          | 1 min 30 s 65            |
| Ski alpin                            | Super-G femmes           | Lindsey Vonn                                              | 1 min 20 s 88            |
| Patinage de vitesse sur piste courte | 1000 mètres hommes       | Apolo Anton Ohno                                          | 1 min 24 s 128           |
| Bobsleigh                            | Bobsleigh à deux femmes  | Erin Pac Elana Meyers                                     | 3 min 32 s 28            |
| Patinage de vitesse sur piste courte | Relais 3000 m femmes     | Allison Baver Alyson Dudek Lana Gehring Katherine Reutter | 4 min 14 s 081           |
| Patinage de vitesse sur piste courte | Relais 5000 m hommes     | J.R. Celski Travis Jayner Jordan Malone Apolo Anton Ohno  | 6 min 44 s 498           |

## Engagés par sport

### Biathlon
Hommes
- Lowell Bailey
- Tim Burke
- Jay Hakkinen
- Wynn Roberts
- Jeremy Teela

Femmes
- Lanny Barnes
- Tracy Barnes
- Haley Johnson
- Laura Spector
- Sara Studebaker

### Bobsleigh
| Nom                | Épreuve        |
| ------------------ | -------------- |
| Steven Holcomb     | Double hommes  |
| Curtis Tomasevicz  | Double hommes  |
| John Napier        | Double hommes  |
| Steven Langton     | Double hommes  |
| Mike Kohn          | Double hommes  |
| Shauna Rohbock     | Double femmes  |
| Michelle Rzepka    | Double femmes  |
| Erin Pac           | Double femmes  |
| Elana Meyers       | Double femmes  |
| Bree Schaaf        | Double femmes  |
| Emily Azevedo      | Double femmes  |
| Justin Olsen       | Quatuor hommes |
| Steve Mesler       | Quatuor hommes |
| Charles Berkeley   | Quatuor hommes |
| Christopher Fogt   | Quatuor hommes |
| Jamie Moriarty     | Quatuor hommes |
| Bill Schuffenhauer | Quatuor hommes |
| Nick Cunningham    | Quatuor hommes |

### Luge
Hommes
- Tony Benshoof
- Chris Mazdzer
- Bengt Walden

Femmes
- Julia Clukey
- Erin Hamlin
- Megan Sweeney

### Saut à ski
- Peter Frenette
- Nicholas Alexander
- Anders Johnson
- Taylor Fletcher

### Ski alpin
Hommes
- Will Brandenburg
- Jimmy Cochran
- Erik Fisher
- Tommy Ford
- Tim Jitloff
- Nolan Kasper
- Ted Ligety
- Bode Miller  (descente),  (Super-G),  (super-combiné)
- Steven Nyman
- Marco Sullivan
- Andrew Weibrecht
- Jake Zamansky

Femmes
- Stacey Cook
- Hailey Duke
- Julia Mancuso  (descente),  (super-combiné)
- Chelsea Marshall
- Megan McJames
- Alice McKennis
- Kaylin Richardson
- Sarah Schleper
- Leanne Smith
- Lindsey Vonn  (descente),  (Super-G)